# Řády, vyznamenání a medaile Nigérie

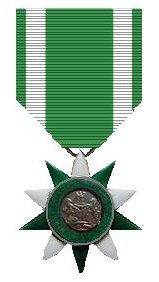
Řád federativní republiky

Systém státních vyznamenání Nigérie je soubor řádů a vyznamenání každoročně udílených občanům Nigérie i cizím státním příslušníkům. Základ systému byl položen během První nigerijské republiky Zákonem o státních vyznamenáních č. 5 (National Honors Act No. 5) z roku 1964. Jejich cílem bylo ocenit Nigerijce, kteří se zasloužili o prospěch národa.
Tato vyznamenání jsou odlišná od ocenění, která jsou součástí tradičního náčelnického systému země, což je samostatná, ale také právně definovaná, entita. Státní vyznamenání jsou nejvyšší formou ocenění, které může občan Nigérie získat za službu své zemi.
O udělení vyznamenání rozhoduje nigerijská vláda. Existují také případy, kdy vyznamenaný člověk odmítl ocenění přijmout. Například v roce 2004 měl vyznamenání získat nigerijský spisovatel Chinua Achebe, ale odmítl jej, neboť nesouhlasil s politikou tehdejší vlády.

## Řády
Nejvyšší třídy obou řádů jsou zpravidla udíleny bývalým prezidentům a viceprezidentům Nigérie, včetně bývalých hlav vojenských režimů, a náčelníkům generálního štábu. Nejvyšší třída Řádu Nigeru je také obvykle udělena vrchnímu soudci Nigérie a předsedovi senátu během jejich prvního roku ve funkci. Druhá třída Řádu Nigeru je obvykle udílena soudcům Nejvyššího soudu Nigérie.
- Řád federativní republiky (Order of the Federal Republic) byl založen dne 1. října 1963. Udílen je ve čtyřech třídách, každá ve dvou divizích, za službu národu. K řádu náleží také dvě medaile.[2]
- Řád Nigeru (Order of the Niger) byl založen dne 1. října 1963. Udílen je občanům Nigérie i cizincům za služby národu. Udílen je ve čtyřech třídách, každá ve dvou divizích. K řádu náleží také dvě medaile.[2]

## Medaile
- Forces Service Star